# Художествена галерия „Петко Задгорски“
Художествена галерия „Петко Задгорски“ е градската художествена галерия в Бургас, открита на 7 април 1946 година с колекция от 58 творби на български художници.
През първите 20 години от съществуването си галерията се помещава в Борсовия салон на Търговската камара, а през септември 1966 година се нанася в сградата на бившата синагога, сред архитектурните забележителности на града, построена през 1909 година по проект на италианския архитект Рикардо Тоскани.
Галерията е наречена на бургаския художник и скулптор Петко Задгорски (1902 – 1974), който е първи председател на откритото през 1960-те години Дружество на бургаските художници. Първи неин директор от 1965 до 1973 година е художникът Тодор Атанасов, последван от художника Ненко Токмакчиев, реставратора Тодор Евгениев, изкуствоведката Пенка Седларска (от 1996 до 2012 г.), а от 2012 г. - художника Георги Динев.
Експозицията е разположена на три етажа, а фондът на галерията се състои от около 2000 живописни, скулптурни и графични произведения на изкуството. Притежание на Бургаската художествена галерия са творби на Иван Мърквичка, Бенчо Обрешков, Цено Тодоров, Никола Маринов, Златю Бояджиев, Владимир Димитров-Майстора, Димитър Гюдженов, Илия Петров, Стоян Венев, Мара Цончева, Асен Василев, Дечко Узунов, Васил Стоилов, Светлин Русев, Владимир Гоев, Георги Божилов, Димитър Киров, Атанас Яранов, Енчо Пиронков, Йоан Левиев.
Сред представените в галерията бургаски художници от началото на века до днес са Генчо Митев, Тодор Карасимеонов, Яни Христопулис, Павел Вълков, Панайот Панайотов, Георги Баев, Стоян Цанев, Виолета Масларова, Дамян Заберски, Ненко Токмакчиев, Кирил Симеонов, Райна Рачева, Божидар Калъчев, Живко Иванов, Иван Бахчеванов, Красимир Зинин, Светозар Бенчев и други. Особен акцент са картините на морска тематика.
Галерия „Петко Задгорски“ съхранява и ценни иконописи от Странджанския край, създадени между 15 и 20 век. В колекцията има творби на Захари Зограф, Димитър Зограф, Йоан Зограф от Ахтопол, Сократ Георгиев от Созопол, Тодор Зограф от Хиос, Никола Одринчанин, Атанасий Галатищки.